# 엄태화
엄태화(1980년 ~ )는 대한민국의 영화 감독이자 각본가이다.
차이나타운, 밀정 등의 영화의 수많은 역할을 맡은 대한민국의 배우 엄태구의 형이다.

## 참여 작품
- 쓰리, 몬스터
- 친절한 금자씨
- 기담
- 다시 태어나고 싶어요, 안양에
- 파란만장
- 하트바이브레이터
- 숲
- 잉투기
- 들개
- 소셜포비아
- 가려진 시간
- 콘크리트 유토피아

## 수상 목록
- 2023년 제44회 청룡영화상 감독상
- 2023년 씨네21 올해의 영화상 올해의 감독